# حسن زرافشان
حسن زرافشان (بهار سال ۱۳۴۳ - ۱۲ اسفند ۱۳۸۲) مربی کوه‌نوردی و کاراته اهل قزوین بود. وی سنگ‌نوردی چالاک و کوهنوردی با تکنیک نیز بود.

## زندگینامه

### تولد
حسن زرافشان در ۱۸ اسفند سال ۱۳۴۳ در قزوین به‌دنیا آمد؛ از همان کودکی به کوهنوردی علاقه فراوانی داشت؛ در سنین نوجوانی دو رشته ورزشی کاراته و کوهنوردی را به‌طور جدی آغاز کرد و تا رسیدن به درجه استادی از تجربیات مربیانی همچون حسن میرابی، سیدعلی سیاهپوش، عبداله اشتری، عزیز خلج و محمد نوری بهره‌مند شد.

### فعالیت‌ها

دست نوشته‌ای از حسن زرافشان.

از مهم‌ترین فعالیت‌های زرافشان تأسیس گروه کوهنوردی «سیمرغ» قزوین در سال ۱۳۷۹ خورشیدی بود؛ این گروه علاوه‌بر کوهنوردی و سنگنوردی به فعالیت‌های زیست محیطی نیز می‌پرداخت.

#### کارنامه مربیگری
- اولین کلاس کارآموزی کوه‌پیمایی در سال ۱۳۶۰ به مربیگری حسن میرابی.
- اولین کلاس کارآموزی سنگ‌نوردی در سال ۱۳۶۱ در قرارگاه شیرپلا توسط فدراسیون کوهنوردی.
- اولین دوره مربیگری درجه ۳ سنگنوردی و یخ‌نوردی در سال ۱۳۶۴ در قرارگاه شیرپلا و منطقه علم کوه (یخچال اسپیلت).
- اولین دوره کلاس مربیگری درجه ۲ سنگ‌نوردی در سال ۱۳۶۷ در منطقه پل‌خواب.
- اولین دوره کلاس طراحی‌مسیر صعودهای ورزشی در سال ۱۳۷۳ زیرنظر دو مربی فرانسوی در تهران.
- شرکت در کنگره ملی اخلمد.
- برگزاری دو دوره کلاس بازآموزی مربیگری درجه ۲ سنگ‌نوردی به‌عنوان مدرس در سال ۱۳۸۲.

#### صعودها

بازگشایی مسیر قزوینی‌ها توسط حسن زرافشان (دیواره علم کوه ۱۳۷۹).

زرافشان در طول عمر خود صعودهای شاخص بسیاری انجام داد که برخی از آن‌ها برای اولین‌بار در ایران صورت گرفته‌ است. بازگشایی مسیر خط‌‌الرأس جنوبی به شمالی علم کوه در زمستان (گردون‌کوه، خرسان‌جنوبی، خرسان‌شمالی، علم‌کوه) یکی از صعودهای کم‌نظیر زرافشان و هم‌نوردانش است.

## برخی از صعودهای شاخص زرافشان به‌شرح ذیل است
- اولین صعود زمستانی به قله خشچال، ۱۳۶۰.
- صعود قله دماوند از جبهه غربی، خرداد ۱۳۶۰.
- اولین صعود زمستانی به قله سیالان، بهمن ۱۳۶۱.
- صعود زمستانی خرسان‌جنوبی اولین‌بار (ناموفق) بهمن ۱۳۶۵.
- صعود قله علم کوه از مسیر قزوینی‌ها دیواره شمالی، مرداد ۱۳۶۲.
- صعود قلل علم کوه، گرده آلمان‌ها مرداد ۱۳۶۴.
- صعود زمستانی شاه البرز (ناموفق) بهمن ۱۳۶۲.
- صعود دیواره علم کوه، مسیر لهستانی‌های ۵۲، مرداد ۱۳۶۵.
- صعود شیرکوه یزد و طزرجان، آبان ۱۳۶۸.
- صعود قله چوپار کرمان، ۱۳۷۹.
- صعود قله تفتان زاهدان، ۱۳۷۹.
- صعود دیواره علم کوه از مسیر نجاح، هاری‌روست.
- صعود دیواره علم کوه از مسیر لهستانی‌های ۴۸.
- صعود یخچال اسپیلت.
- صعود دره یخار، دماوند.
- صعود دماوند از جبهه شمالی.
- پیمایش و فرود از آبشارهای دره اندرسم.
- شرکت در اردوهای تیم‌ملی برای صعود به قله اورست، پاییز تا آخر زمستان ۱۳۷۶.
- صعود زمستانی قله دماوند از جبهه غربی.
- صعود یخچال سبلان.
- صعود مسیر سرکچال به خلنو.
- شرکت در اردوهای یخ‌نوردی فدراسیون کوه‌نوردی شیرپلا.
- شرکت در اردوهای یخ‌نوردی فدراسیون در جاده چالوس.
- صعود یخچال شمالی سبلان و جمع‌آوری طناب ثابت.
- صعود دیواره شمالی سبلان صعود سراسری سال ۱۳۷۵.
- صعود مسیر لهستانی‌های ۴۸ سال ۱۳۷۸.
- صعود مسیر لهستانی‌های ۴۸ سال ۱۳۷۹.
- صعود مسیر لهستانی‌های ۵۲ سال ۱۳۷۶.
- صعود مسیر لهستانی‌های ۵۲ سال ۱۳۶۹.
- صعود قله هزار کرمان، پاییز ۱۳۷۷.
- امدادونجات دره اندرسم (نجات حمید حبیبا)، ۱۳۷۴.
- صعود زمستانی خط‌الرأس جنوبی به شمالی علم کوه برای اولین بار در ایران، اسفند ۱۳۷۸.
- صعود انفرادی زمستانی قله خشچال.
- صعود زمستانی خط‌الرأس خشچال به سیالان، ۱۳۷۹.
- امدادونجات دره یخار دماوند (نجات زین‌العابدین مظلومی)، خرداد ۱۳۷۹.

### درگذشت
حسن زرافشان در آستانه ورود به چهل سالگی در ۱۲ اسفند ۱۳۸۲ به‌هنگام صعود به قله علم کوه در رشته کوه هفت‌خوان به علت عارضه‌ای که بعدها بیماری حاد قلبی اعلام گردید، درگذشت.